# گیتا بالی
گیتا بالی (انگلیسی: Geeta Bali؛ ۳۰ نوامبر ۱۹۳۰ ‒ ۲۱ ژانویه ۱۹۶۵) هنرپیشه اهل هند بود. وی بازیگر فیلم‌هایی همچون بازی، شاهین، آلبلی، ریاضی آناند و چشم‌های مشتاق بوده‌است.